# W Hotel & Residences (Kuala Lumpur)
Le W Hotel & Residences est un gratte-ciel en construction à Kuala Lumpur en Malaisie. Il s'élèvera à 235 mètres. Son achèvement est prévu pour 2018. 